# Rosamel Araya
Pour les articles homonymes, voir Araya.
 (juin 2010).
Si vous disposez d'ouvrages ou d'articles de référence ou si vous connaissez des sites web de qualité traitant du thème abordé ici, merci de compléter l'article en donnant les références utiles à sa vérifiabilité et en les liant à la section « Notes et références ».
Rosamel Araya, né Héctor Rosamel Araya le 30 août 1936 à Puerto San Antonio au Chili et mort le 12 février 1996, était un chanteur ayant connu un certain succès en Amérique Latine, notamment en Argentine, durant les années 1960.
Il a chanté des chansons populaires telles que Quémame los ojos, Arrepentida, La Carta, ainsi que Que Nadie Sepa Mi Sufrir, qui fut reprise en français par Édith Piaf sous le titre de La Foule. Il a enregistré plus de 80 LP.
Rosamel Araya est mort en 1996. Il est enterré à Buenos Aires.